# Styloctetor
Styloctetor là một chi nhện trong họ Linyphiidae.